# 夜翼龍科
夜翼龍科（Nyctosauridae）是翼龍目的一科，生存於白堊紀晚期的北美洲，可能還有白堊紀早期的歐洲。在1889年，Henry Alleyne Nicholson、理查德·萊德克（Richard Lydekker）建立夜翼龍科，以包含夜翼龍屬
夜翼龍科的最明顯特徵，是牠們的手指比較少。大部分翼龍類的手掌有四根手指，第四根手指支撐翼面，其他三指較小、具有指爪，可以在地面行走時支撐前肢、或者是協助攀爬。夜翼龍科的手指較少，顯示牠們的一生有大部分時間多在飛行，很少在地面上行走。另外，肱骨擁有明顯的三角嵴（Deltopectoral crest），是前肢肌肉的附著處，顯示牠們具有非常健壯的前肢肌肉。
在過去，夜翼龍科的物種常被歸類於無齒翼龍科。某些研究人員，例如克里斯多福·班尼特（Christopher Bennett）、亞歷山大·克爾納（Alexander Kellner），都認為夜翼龍科、無齒翼龍科是兩個不同演化支。在2006年，大衛·安文（David Unwin）提出夜翼龍、無齒翼龍有接近親緣關係，因此建立無齒翼龍類（Pteranodontia）以包含這兩個屬。在2006年，墨西哥發現夜翼龍科的第二個屬，穆氏翼龍。
夜翼龍科的大部分化石，發現於美國西部、墨西哥，生存年代為白堊紀晚期。夜翼龍的化石發現於堪薩斯州的尼歐伯若拉組（Niobrara Formation）地層，地質年代相當於8500萬到8450萬年前。穆氏翼龍的化石發現於墨西哥科阿韋拉州，地質年代約8580萬年前，屬於較早的土侖階到康尼亞克階。但在2010年，歐洲羅馬尼亞發現一個部分肱骨，具有類似夜翼龍科的明顯三角嵴，地質年代約1億4000萬年前，屬於白堊紀早期的貝里亞階晚期。
許多翼龍類化石層被歸類於夜翼龍科，但沒有得到太多究的支持，例如發現於墨西哥馬斯垂克階的一個肱骨，可能屬於夜翼龍科。